# Håkon 5. af Norge
Håkon Magnusson (eller Håkon 5. af Norge, født 1270, død 8. maj 1319) var konge af Norge. Han regerede fra 1. november 1299 og til sin død med sæde på Tunsberghus ved Tønsberg. Han var søn af Magnus Lagabøter og Ingeborg af Danmark. Formelt blev han hertug i 1273, men reelt først fra 1284.

## Regeringstid
Håkon skal være blevet kronet i Oslo som første norske konge. Den første norske kongekroning var Magnus Erlingssons i Bergen i 1163, og derefter blev flere konger kronet i Bergen, frem til Håkon lod sig krone i Oslo. I 1314 bestemte han, at provsten i Mariakirken i Oslo skulle være vogter af rigets segl og kansler til evig tid, og Oslo blev sæde for kongens kancelli og rigsarkiv. Dermed blev hovedstaden i praksis flyttet fra Bergen til Oslo, som derefter er forblevet Norges hovedstad. Håkons bror Erik Magnusson havde i hovedsagen boet i Bergen som konge, og ligesom sine forgængere opholdt Håkon sig lige meget i byer som Bergen og Tønsberg som i Oslo.
Håkon 5. er kendt for opførelsen af Akershus fæstning, Vardøhus fæstning og Bohus fæstning. 
Sammen med dronning Eufemia af Rügen fik han datteren Ingebjørg Håkonsdatter, født 1301, gift i 1312 med Erik Magnusson af Södermanland. Hans ældste datter, Agnes Håkonsdatter (1290–1319), var hans barn med en ukendt frille. Agnes giftede sig i 1302 med lendmanden Havtore Jonsson til Sudrheim og Borregård (1275–1320), og deres to sønner Jon og Sigurd blev senere centrale skikkelser i norsk politik og har mange efterkommere.
Med Håkon døde Sverreslægten ud på mandssiden, og den svenske hertug Erik Magnusson og Ingebjørg Håkondatters søn Magnus blev 1319 konge både i Norge og Sverige.

## "Hellig Haakon"
Håkon 5. så sin kongegerning i et kristent perspektiv. Han gav påbud om at lave overnatningssteder for pilgrimme på vej til Nidaros, stimulerede missionsarbejdet og glemte aldrig at regulere arbejdernes lønninger. Han gav store gaver til kirker, særlig til Mariakirken. Det fortælles, at hele Oslo sørgede, da han døde, og der skal være sket flere mirakler ved hans båre. I Mariakirken fandtes et Håkons-alter, og det fortælles, at kongen helt frem til det 16. århundrede blev regnet som helgen. At Håkon 5. blev æret som helgen, ikke bare i Oslo og på Østlandet, men også udenlands, viser denne folkevise:
Der kom Bud for Oslo ind
og ingen Mand dem kjende:
død var hellig Haakon Konning
Sankt Olaf Kongens Frende.
Død var hellig Haakon Konning
og Gud kaldte ham af dage:
han blev ført i Oslo ind,
i Mariekirke lagdes han i Graven.
(Dansk håndskrift fra ca. 1560)
Kong Håkon 5. og hans dronning Eufemias jordiske rester blev i september 1982 overført til Akershus slotskirken.